# Паньківці (Золочівський район)
Па́ньківці — село в Україні, у Золочівському районі Львівської області. Населення становить 55 осіб. Орган місцевого самоврядування — Підкамінська селищна рада, якій підпорядковані смт Підкамінь та села Паньківці, Стрихалюки, Яблунівка.

## Географія
Село розташоване за 22 км на південний схід від Бродів. На схід від села розташований Підкамінь, на південному заході Літовище, на північному заході Черниця. Село розташоване посеред Вороняків, у басейні Дніпра, через посередництво ріки Ікви, правої притоки Стиру. Іква тече вздовж північно-західної межі села з південного заходу на південний схід, а потім у тому ж напрямку через південно-західний край місцевості, й у кінці розливається на південному куті села в малий ставок, з котрого витікає повертаючи на схід та тече до Підкаменя, разом з меншим потічком, котрий тече з Черниці. Сільська забудова розташована на правому березі Ікви, на північному краю місцевості. Південну частину місцевості займають ліси, переважно дубові, у яких також зростають липи, клени, берези, граб та бук, зокрема, ліс Паньківщина на південному заході та Ясниський ліс — на південному сході з господарствами Малинище, Кринички та Требіж.

## Населення
В 1857 році в селі проживало 286 осіб
У 1880 році було 336 мешканців в ґміні та 54 — у панському фільварку. У 1885 році в селі мешкало 390 осіб. 1904 року в селі мешкало 433 особи, 1914 року — 472 особи
1931 року в селі було 103 двори, де мешкало 532 особи. 

## Історія
В документі «Мартін із Коніна, львівський воєвода, врегулює суперечку між Ольбрахтом Столпсесом та Шимоном Мазовичем через страх Дубека, надаючи право власності першому», датованому 29 травня 1394 року, де Паньківці згадуються як село «Банків».

У 1552 році село було у власності Марціна Каменецького.

1729 року село Паньківці переходить від панів Гурських до Цетнерів.

Наприкінці ХІХ століття північного боку над ставком був розташований млин Ґребелька, а також були фільварок Юзефівка та корчма, яку називали Парижем. Цю назву корчмі дав колишній власник села Ян Б. Конопка, коли будував її посеред двох існуючих корчм — зі східного боку була корчма Холодриґа, що належала Підкаменю, а з західного боку — корчма німецької колонії в Малинищі. Назва «Париж» не прижилася, тому місцевими мешканцями вона жартома називалася «Виґодівка» або «На Бабі». Поряд розташовувалася панська пасіка. Назва «Баба» походила від існуючого кам'яного болвана, що на той час стояв в селі, а місцеві називали його бабою. Кам'яна фіґура — «...ніби дівчина в кожушку, з виступаючими персами, у ярмулці чи чепцю на голові і звисаючими руками». Серед селян фіґуру дуже шанували. «Болван на грудях мав вижолоблену дірку, яка, як переказували, походила з того, що давніше молодь з навколишніх сіл, аби розпалити у собі ще більшу любовну жагу, вишкробувала в середині болвана. Те, що зішкроблювали, вживали також при різних недугах як цілющі ліки». Ще у XVII столітті краківський каштелян Якуб Собеський у інструкції до порядників і економів ключа Золочівського і Озерянського застерігав, «…щоби забороняли підданим перигринації на Бабі біля божища». Скинутий зі своєї постави і значно пошкоджений болван був закопаний у землю, але згодом витягнений назовні та наприкінці ХІХ століття ще лежав на полі селянина Дармоноса з Паньківців. За декілька років розбив болвана німецький колоніст Ґанн з Малинища та використав його в якості будівельного матеріалу для будівництва нового дому. Поряд з «Бабою» мав бути ще один давній камінь — Пробута або Прибитий Камінь, що невідомо звідки там узявся. У ньому було вирізблене заглиблення, що нагадувало людську стопу, яке у давні часи слугувало довколішнім селянам за якийсь релігійний символ, бо воду, що збиралася у цьому заглибленні після дощу, вживали як ліки від різних хвороб, найчастіше від очних недуг, пустули та виразок В околицях села Паньківці відомий польський краєзнавець, історик, археолог Антоній Шнайдер у ХІХ столітті зафіксував саме цей «відтиснутий» на камені слід ступні Пречистої Богородиці..
В 1866 році 5 жителів села захворіли на холеру.

1890 року село Паньківці належало пану Юзефу Мйончинському. В селі він був власником 70 моргів орної землі, 43 моргів  луків, 3 морги городів і 3,5 морги пасовища, а також був власником 637 моргів лісу. За користування цим добром він платив до державної скарбниці 119 злотих земельного податку та 22 злотих податку з будівель.

## Освіта
У 1885 році в селі існувала приватна школа, де навчалося 30 дітей.
У 1896, 1899, 1900, 1901, 1909, 1910 роках посада вчителя була вакантною.
У 1913—1914 роках в селі існувала однокласна школа, у якій вчителювала Іванна Блажковська.
У 1924 році в селі діяла однокласна школа з польською мовою навчання. Шкільний будинок був дерев'яним і мав лише одну кімнату для навчання.

## Церква
На 1886 рік римо-католицька парафія Паньківців налічувала 70 вірних і була дочірньою римо-католицькій парафії у Підкамені, а греко-католицька парафія чисельністю 258 вірних і була дочірньою греко-католицькій в Черниці.

## Відомі люди
- Гудима Петро Ярославович — український журналіст, громадський діяч, краєзнавець. Член Національної спілки журналістів України. Заслужений журналіст України.
- Преснер Богдан Михайлович (нар. 2 вересня 1952) — український урядовець, заступник міністра навколишнього природного середовища України (березень—квітень 2010)[20].